# Curt von François

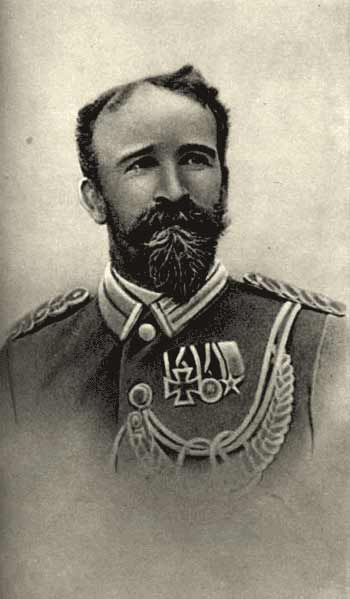
Curt von François in militair uniform

Curt Karl Bruno von François (Luxemburg, 2 oktober 1852 – Zernsdorf, 28 december 1931) was een Duits militair, koloniaal en ontdekkingsreiziger. Hij was een belangrijk militair en politiek leider in de vroege dagen van de Duitse kolonisatie van Afrika, met name in Duits-Zuidwest-Afrika. Hij is tevens de stichter van het moderne Windhoek.

## Biografie
François werd geboren in de stad Luxemburg. Zijn familie was van Frans-Hugenotische komaf. Hij was de oudere broer van Hermann von François.
Tijdens de Frans-Duitse Oorlog diende hij als soldaat in het Duitse leger, waarin zijn vader, generaal-majoor Bruno von François, sneuvelde. In 1883 reisde hij als geograaf mee met een ontdekkingsreis naar Kongo, geleid door Hermann von Wissmann. In de jaren erop stroomde François door naar de generale staf van de koloniën.
In 1883 kocht de Duitse handelaar Adolf Lüderitz Angra Pequena, en adviseerde de Duitse kanselier Otto von Bismarck om dit land snel te claimen voor de Duitse kroon voordat de Britten er beslag op konden leggen. Dit werd gedaan op de Koloniale Conferentie van Berlijn. Om het gebied veilig te stellen werd Curt von François, die sinds 1887 was gestationeerd in Togoland, benoemd tot Hauptmann en met 21 troepen naar de Walvisbaai gestuurd. Kort hierna vestigde François zich tegen het advies van commissaris Heinrich Göring in Otjimbingwe om hier af te rekenen met tegenstanders van de Duitsers. Hij liet zijn garnizoen intrek nemen in op dat moment reeds verwoeste nederzetting Windhoek, om zo als buffer tussen de regelmatig oorlogvoerende Nama en de Herero te dienen. Zijn jongste broer Hugo sneuvelde in 1904 in een gevecht met de Herero. Op 18 oktober 1890 gaf François het bevel tot de bouw van een fort, wat later zou uitgroeien tot de moderne plaats Windhoek. Dit fort noemde hij Alte Feste (oud fort).
Van maart 1891 tot november 1893 was François commissaris voor Duits-Zuidwest-Afrika. Tijdens deze periode stichtte hij tevens de kustplaats Swakopmund om als primaire haven voor de kolonie te dienen. In 1893 werd hij gepromoveerd tot majoor en kreeg de titel Landeshauptmann. Datzelfde jaar voerde hij een aanval uit op het hoofdkwartier van de Namaleider Hendrik Witbooi in Hoornkrans.
In 1894 werd François als Landeshauptmann opgevolgd door Theodor Leutwein. Het jaar erop ging hij met pensioen. Na zijn pensionering schreef hij nog veelvuldig over zijn tijd in Afrika.  François stierf op 28 december 1931 in het dorp Zernsdorf. Hij ligt begraven op het Invalidenfriedhof in Berlijn.